# 尹仲容
尹仲容（1903年4月16日—1963年1月24日，本名尹國墉），原籍湖南邵陽，中華民國政府官員，為臺灣1950年代少數擁有自由貿易思想的官員之一，因任內大規模發展工業穩定臺灣經濟被譽為「臺灣工業之父」。

## 商場與初任官職
尹仲容祖父尹錫綸，晚清進士。尹仲容於1925年畢業於上海南洋大學（國立交通大學前身）電氣機械系，由於成績優異，畢業後保送進入交通部工作，後來再因為與宋子文的交情，轉往宋家集資的中國建設銀公司擔任副總經理。當宋子文內閣任職與擔任廣東省政府主席時，尹仲容也曾在他手下負責處理發電、煤礦等事務。
二次戰後的1949年，尹受中華民國政府之邀加入內閣，除主掌中央信託局業務外，也兼任台灣區生產事業管理委員會副主任委員，負責產業復興與對外採購。他並於國共內戰期間，參與將上海資金調度至台灣的計劃，並於上海與台灣之間負責聯繫業務。
1950年，中華民國政府遷徙來台，尹仲容連同李國鼎、嚴家淦、孫運璿等人為掌管金融與外貿的主要官員之一。1951年，美國以每年一億美元的數額重新援助中華民國，他則參與負責美援資金的統籌運用。

## 經濟部長時期
1954年，因為尹仲容的能力頗受副總統陳誠賞識，於是在陳誠卸任行政院長（仍兼副總統）前，任命尹仲容為經濟部長兼中央信託局局長。
因為尹仲容曾經服務於上海私人企業，深知市場經濟的優點，遂於就任經濟部長後積極提倡「計畫式自由經濟」思想，規劃、執行進口替代與出口導向政策，改革外匯貿易措施。
在進口替代信念下，他管制日本布料進口，改向而進口棉花以替代，扶植了國內紡織業的發展，使台灣許多知名企業從此開始站穩發展的腳步。另外，在外匯貿易措施下，他為首位放寬外匯管制並鼓勵出口的政府官員。該政策迅速促進台灣塑膠、玻璃工業的成長。另外他也將原本國營的水泥、紙業、農林、工礦四大產業轉由台泥，台紙等民間財團經營，以促進市場經濟。

## 揚子木材弊案
1955年，揚子木材公司因為經營不善倒閉。3月，立委郭紫峻指出倒閉後，中央信託局貸其公司的巨款求償無門。因為尹仲容既為經濟部長又身兼放款的中央信託局局長，因此於同年7月被提起公訴。10月30日，台灣法院宣判尹仲容無罪，不過，被宣判無罪的尹仲容為負起政治責任，反而宣佈辭去經濟部長與中央信託局局長。
尹仲容為中華民國第一位被起訴的政府閣員，也是中華民國第一位辭去政務官的內閣閣員。

## 經安會與臺灣銀行

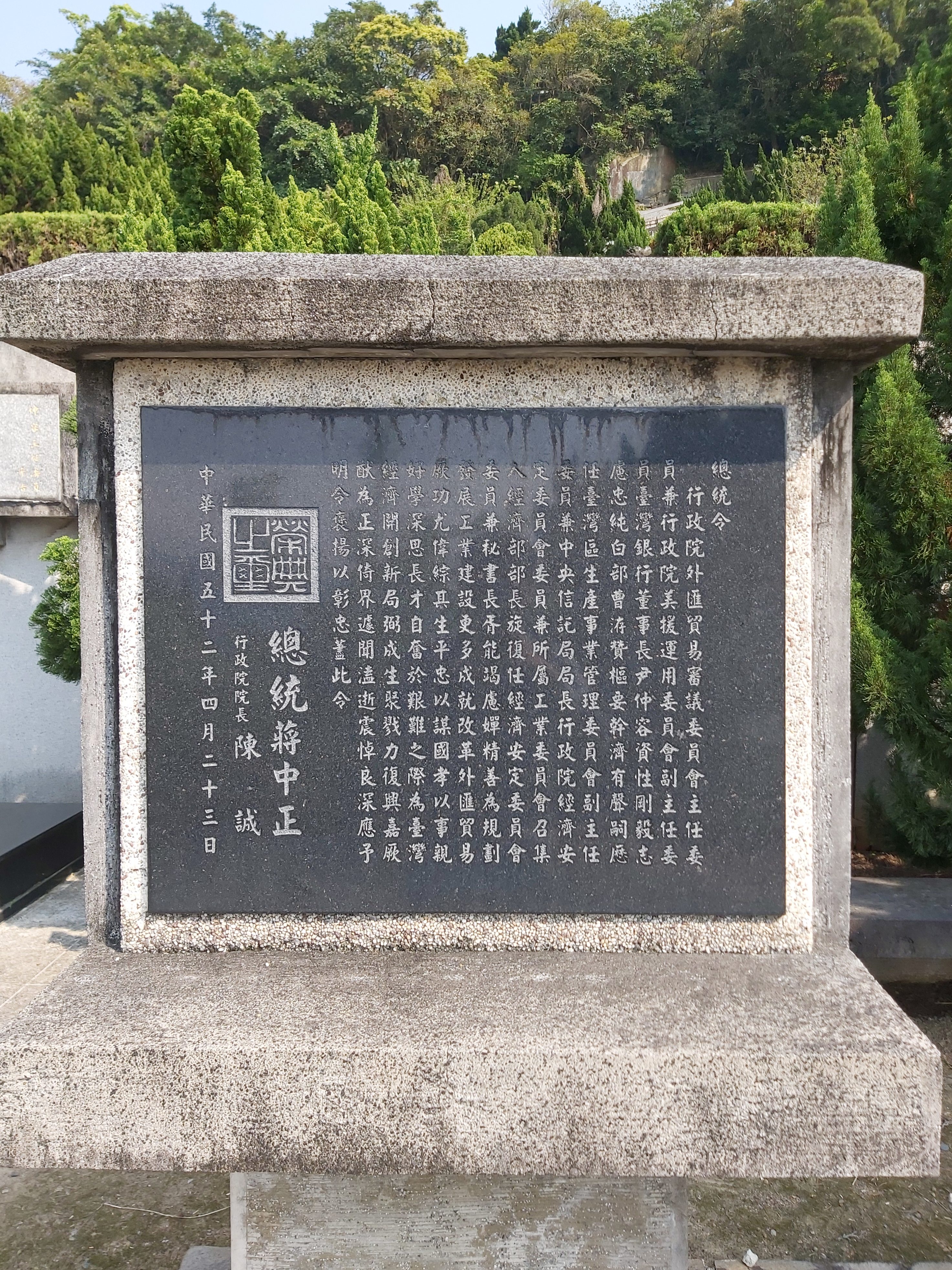
尹仲容褒揚令

1957年，尹仲容主持的臺灣區生產事業管理委員會改組成行政院經濟安定委員會，尹仲容任其祕書長。1958年尹仲容再兼行政院美援運用委員會的副主委。在期間尹仲容以關稅保護、限制設廠等官方政策加以扶助私人企業，並代為申請美援，事後再追蹤和考核，以免失敗。
1960年，尹仲容轉兼臺灣銀行董事長。於兼任台銀董事長任內，他鼓勵儲蓄，穩定物價，並仍積極貸款給國內中小企業。任內，並主導銀行低利率政策，使市場資金從儲蓄銀行轉到資本市場。
1961年年初，為方便市場流通，台灣銀行準備發行直式百元大鈔。因為1947年大面額金圓券與舊台幣發行引起通貨膨脹的前車之鑑，這次發行大鈔的預定計劃導致台灣島內民眾不安。面對暫緩發行百元新台幣大鈔的聲浪，兼任臺灣銀行董事長的尹仲容獨排眾議，堅持如期實施。不久，直式百元大鈔照預定於同年6月19日發行，並且在台銀等機構的監控輔佐下，並未發生原本預期的的通貨膨脹。
1963年1月24日，尹仲容因肝癌病逝於台北，年59歲。

## 評價

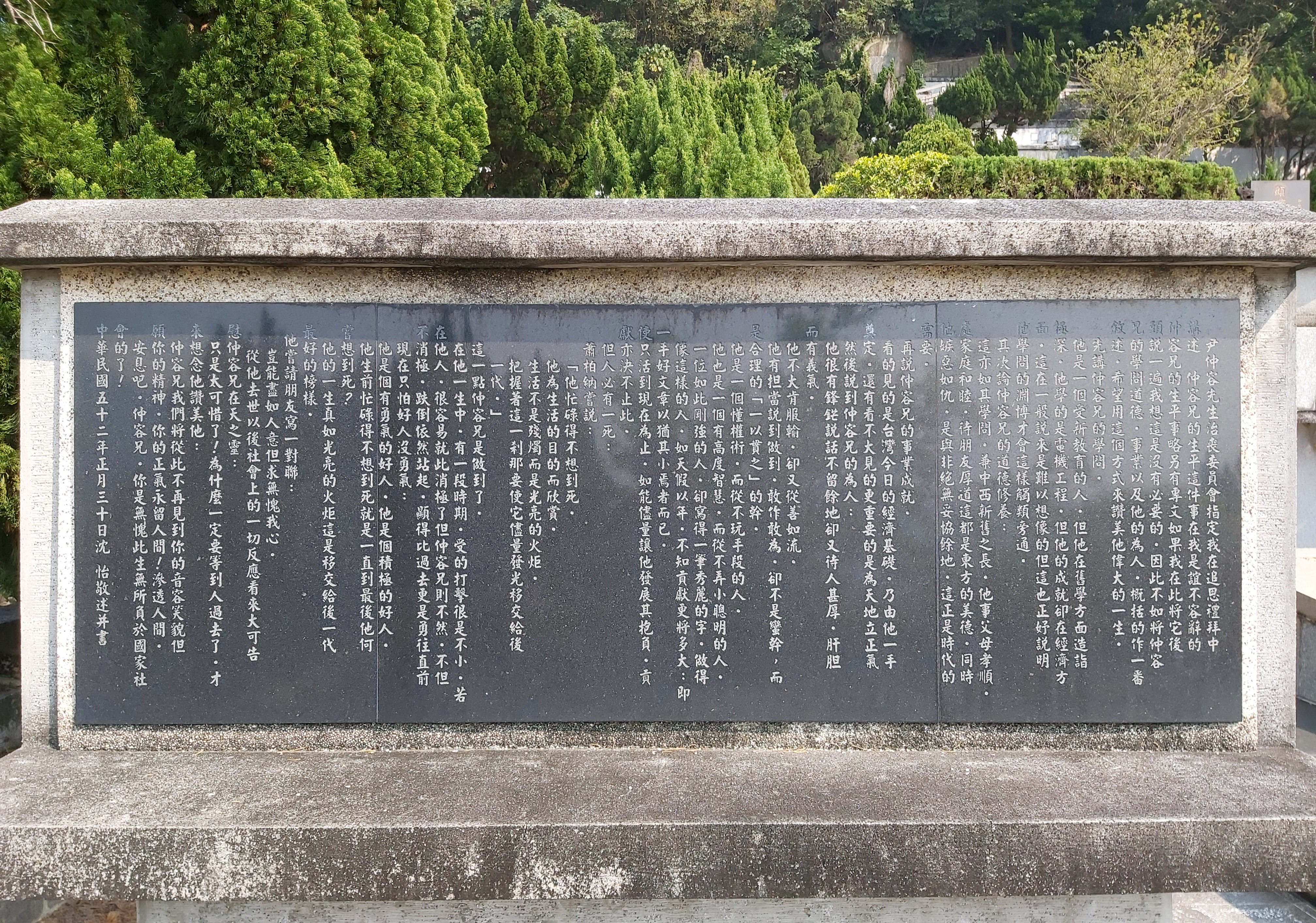
尹仲容墓誌銘

因為早年服務於上海財團，尹仲容極度相信市場經濟的重要性。在此理念下，除了加強民間競爭力與進口替代之外，他一向極力主張計劃型的自由貿易可促進經濟成長。而這項被學者認定正確的政策，卻因他辭去經濟部長後不再成為台灣經濟政策主流。一般認定，尹仲容自由貿易政策的不再施行，也間接造成日後台灣於1980年代末期的外匯存底過高導致的泡沫經濟顯現。
另外，他輔導私人企業的做法，雖被一部份人認為有著扶植財團的嫌疑，不過總體而言，其市場經濟與發展本土企業的理念，頗能適應於以外貿為主的台灣。
尹仲容為官極為清廉，生活亦節儉成性，在对日交涉贸易事务方面曾经获得佣金40餘萬美元，全部留歸公用。有传闻说，他的家人需要依靠别人的救济才能正常生活，尹身故後，甚至於没有足够的治丧费用。此事被公開後，全国一片哗然。尹的事迹被收入《中华民国名人传》。蒋中正曾明令褒扬：“背能竭虑殚精，善为规划发展工业建设，更多成就，改革外汇贸易，厥功尤伟。综其生平，忠以谋国，孝以事亲，好学深思，长才自奋，于艰难之际，为台湾经济开创新局，弼成生聚，戮力复兴。”
儘管是理工背景出身，尹仲容也有深厚的國學基礎。尹仲容任職交通部期間，曾經著手編寫中國首位駐外使節郭嵩燾的年譜，也幫《呂氏春秋》寫註解成書。

## 家庭
母石守箴，尹仲容對母侍孝，曾於1962年於台北賓館為其母慶90大壽，母石太夫人於1963年10月18日過世，享壽91歲。弟為尹叔明。妻程湛英，1965年左右曾在南京東路開花店琳達花苑，其開花店之主因是希望取得收入投入救濟清寒優秀中學生。
肝癌
| 前任： 張茲闓 | 中華民國經濟部部長 1954年—1955年 | 繼任： 江杓 |